# Villa Medici von Lappeggi

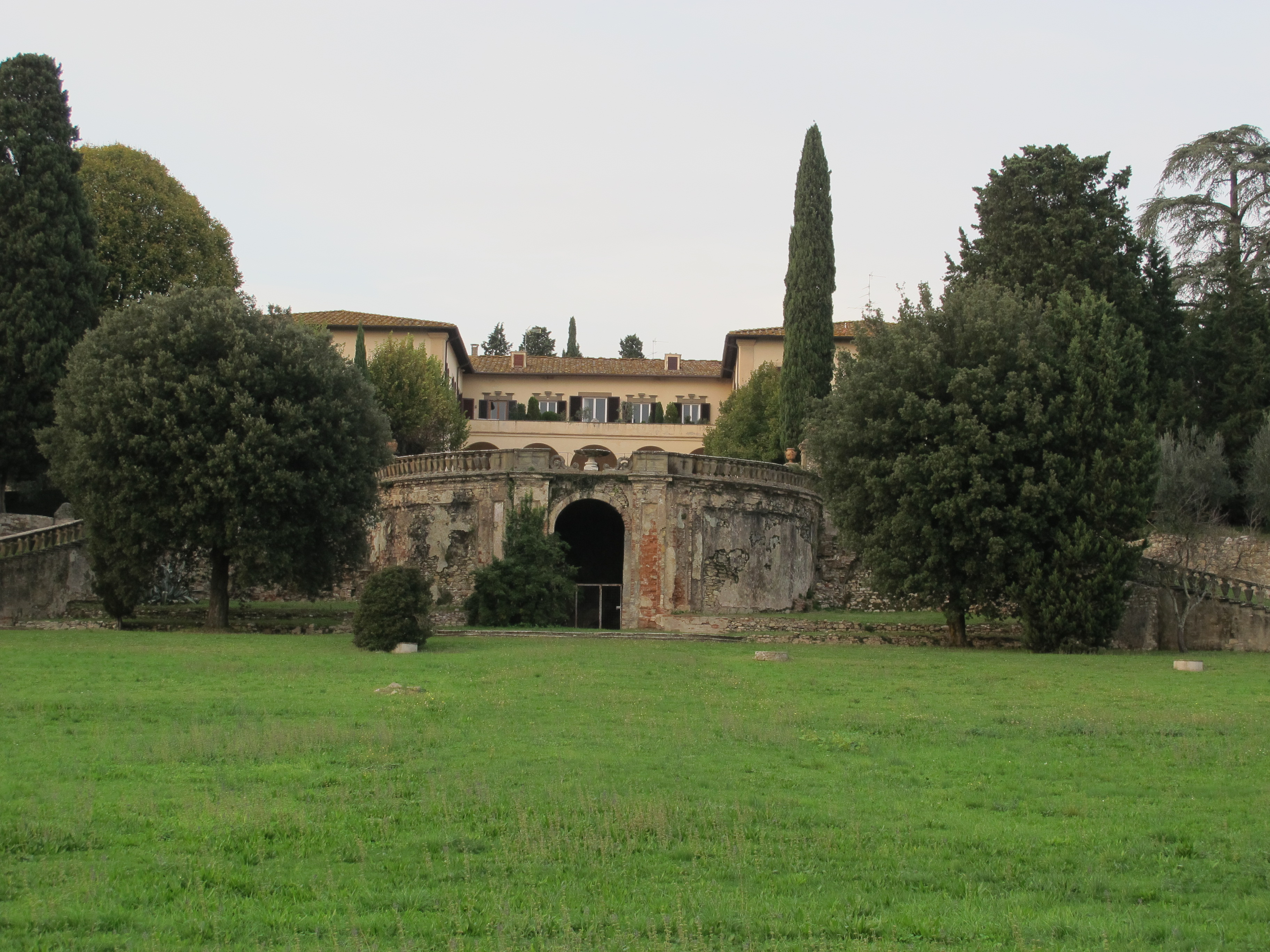
Die Medici-Villa Lappeggi

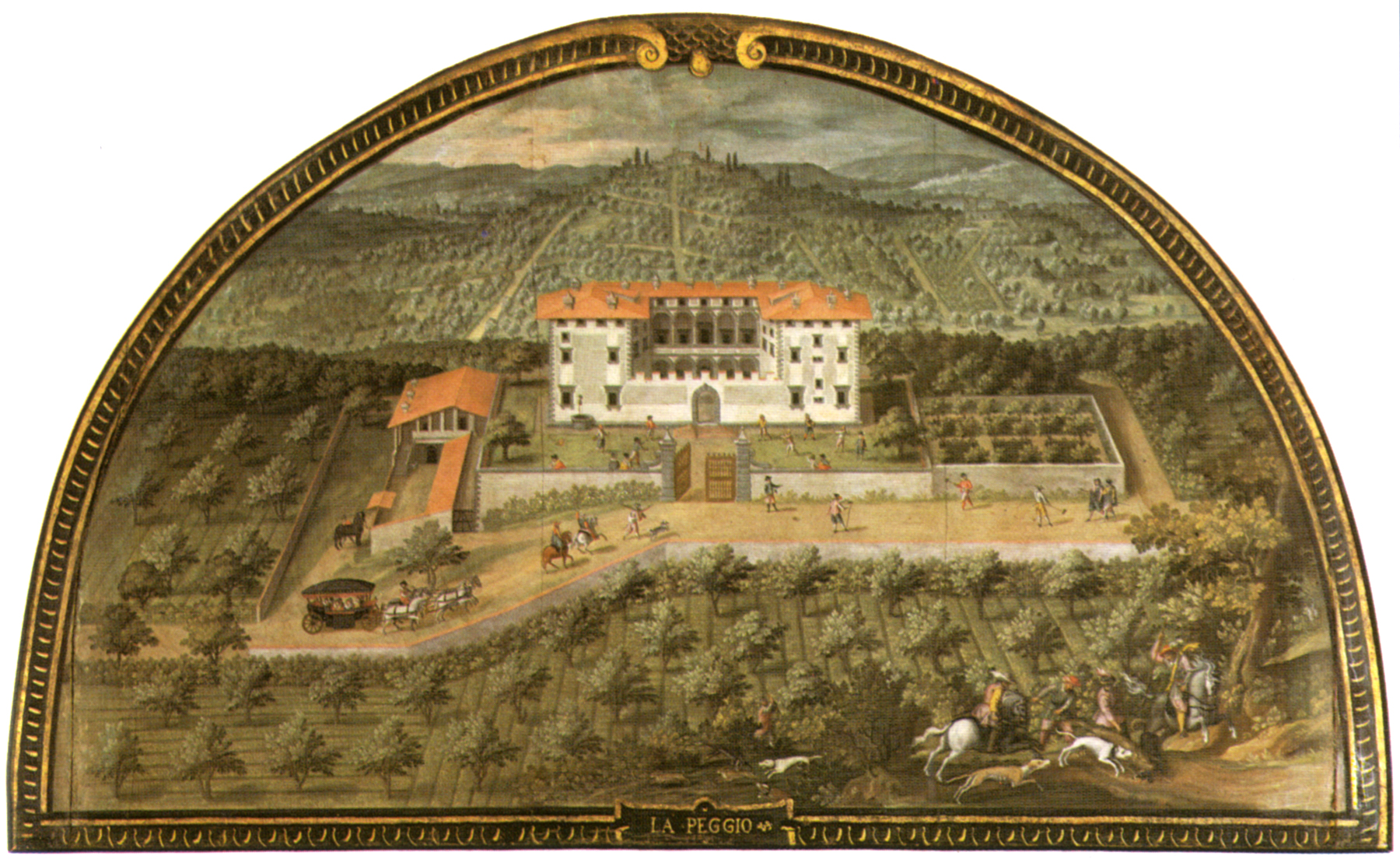
La Peggio, Giusto Utens Lunettenbild, einst Villa Medici von Artimino, heute Museo di Firenze com’era in Florenz

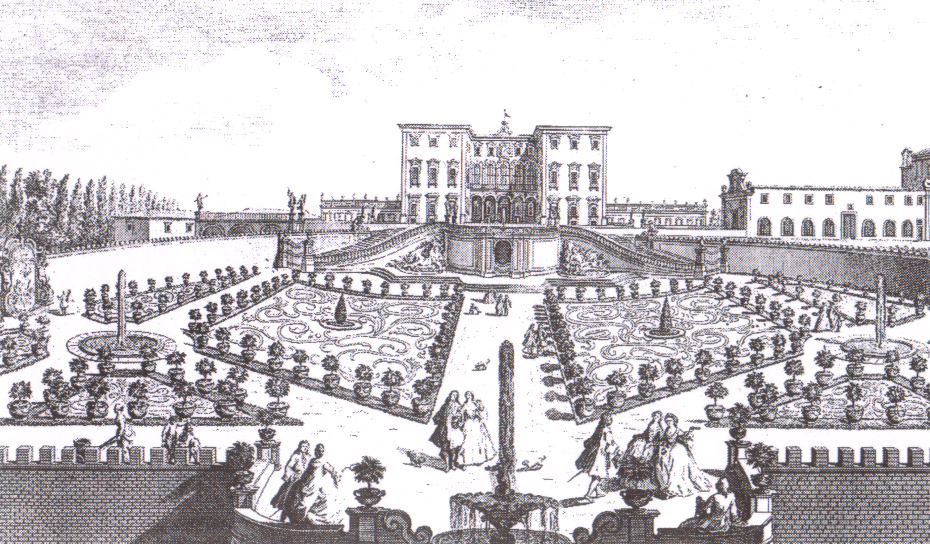
La Real Villa di Lappeggi, Giuseppe Zocchi

Die Villa di Lappeggi ist eine ehemalige Medici-Villa im Gemeindegebiet von Bagno a Ripoli, wenige Kilometer vom südöstlichen Stadtrand von Florenz.
Das Besitztum Appeggio oder La Peggio gehörte zunächst den Familien Bardi, Bartolini Salimbeni, dann den Ricasoli und wurde von den letzteren 1569 an Francesco de’ Medici verkauft. Dieser ließ es durch seinen Hausarchitekten Bernardo Buontalenti in jener Art umbauen, die das Lunettenbild von Giusto Utens aus 1599–1602 bezeugt.
Ferdinando I. de’ Medici überließ den Besitz Don Antonio de’ Medici (1576–1621), dem Sohn von Francesco I. mit Bianca Cappello. Hier lebte auch eine Zeitlang Camilla Martelli, nach dem Tod von Cosimo I. de’ Medici.
Zu den späteren Besitzern zählte der Kardinal Francesco Maria de’ Medici. Dieser ließ die etwas vernachlässigte Villa umfassend neu gestalten. Architekt Antonio Maria Ferri erhielt die Aufgabe, der Pracht der Villa Medici von Pratolino nach zu eifern – allerdings mit beschränkten Mitteln. Immerhin wurden die Innenräume mit Werken bekannter Maler des florentinischen Rokoko geschmückt: Alessandro Gherardini, Pietro Dandini und Rinaldo Botti wurden hier tätig. Der Kardinal feierte im Haus und im – ebenfalls neu gestalteten – Garten glanzvolle Feste, es gab auch ein eigenes Theater, ein Ballhaus und einen Pavillon, der auch auf Italienisch als Kaffeehaus bezeichnet wird.
Der Kardinal starb 1711, kurz nach seiner Rückkehr in den Laienstand und seiner Heirat mit Eleonora Gonzaga. Das Aussehen der Villa zu jener Zeit bezeugt ein Blatt des Kupferstechers Giuseppe Zocchi.
Der langlebige Cosimo III. de’ Medici, der 1713 seinen Sohn und erhofften Nachfolger Ferdinando verlor, schenkte das Gut dessen Witwe Violante Beatrix von Bayern. Diese vereinte hier Künstler und Literaten und gab der Villa noch einmal eine kurze Glanzperiode.
Unter der Herrschaft der Lothringer wurden die ehemaligen Landgüter der Medici generell vernachlässigt und vielfach verkauft. Dieses Schicksal traf auch die Villa von Lappeggi, die 1816 an die Familie Capacci abgegeben wurde. Das oberste Stockwerk der Villa wurde in der Folge abgetragen, der Garten massiv verändert. Die Villa ist bis heute Privatbesitz und daher nicht zu besichtigen. 1875 wohnte hier der Bildhauer Giovanni Dupré. An die Glanzzeit der Villa erinnern nur mehr die monumentale Freitreppe und eine Grotte im Garten.